# Kujavče
Kujavče – wieś w Bośni i Hercegowinie, w Federacji Bośni i Hercegowiny, w kantonie zenicko-dobojskim, w gminie Kakanj. W 2013 roku liczyła 248 mieszkańców, z czego większość stanowili Boszniacy.